# Diplodia opuli
Diplodia opuli är en svampart som beskrevs av Pass. 1890. Diplodia opuli ingår i släktet Diplodia och familjen Botryosphaeriaceae.   Inga underarter finns listade i Catalogue of Life.